# يونهاب (وكالة أنباء)
وكالة أنباء يونهاب المعروفة باسم يونهاب (بالإنجليزية: Yonhap؛ بالهانغل: 연합뉴스) هي إحدى كبرى وكالات الأنباء في كوريا الجنوبية، يونهاب تقوم بتزويد الجرائد وشبكات التلفزيون ومختلف وسائل الإعلام، بالصور ومقالات الأخبار والمعلومات الأخري في كوريا الجنوبية، تأسست في 19 ديسمبر، 1980، باندماج بين وكالة أنباء هابدونغ وأورينت برس على شكل وكالة أنباء كيودو اليابانية.
تتمتع يونهاب باتفاقيات مع 65 وكالة أنباء غير كورية ووقعت اتفاقية تبادل خدمات مع وكالة الأنباء الكورية الشمالية عام 2002.

## وصلات خارجية
- (بالإنجليزية) الموقع الرسمي ليونهاب
- (بالكورية) الموقع الرسمي ليونهاب